# Neuendorf (Klötze)
Neuendorf (ⓘ) ist Ortschaft und Ortsteil der Stadt Klötze im Altmarkkreis Salzwedel in Sachsen-Anhalt.

## Geographie

### Lage
Neuendorf, ein Sackgassendorf mit Kirche, liegt 7 Kilometer nördlich von Klötze in der Altmark. Der Nordwesten des Dorfes wird Neuendorfer Graben entwässert, im Westen fließt die Purnitz.

### Ortschaftsgliederung
Zur Ortschaft Neuendorf gehören die Ortsteile Neuendorf, Hohenhenningen, Lockstedt und Siedentramm.

## Geschichte

### Mittelalter bis Neuzeit
Die erste urkundliche Erwähnung stammt aus dem Jahre 1394 als to nyendorpe veer houe. Albert von Alvensleben und Heinrich von Eikendorp verkauften und überließen wegen ihrer Gefangenschaft den Herzögen Bernhard und Heinrich von Braunschweig und Lüneburg einige Dörfer, darunter waren also 4 Hufen von Neuendorf, es kam damit zum Teil und nur kurzzeitig an das Herzogtum Braunschweig. 1398 wurde das dorff Nyendorff so vor dem Voorde zu Siden Tramme gelegen für 40 Lötig Mark durch Gebhard von Alvensleben an Bernd und Hans von der Schulenburg verpfändet aber nicht wieder eingelöst. Die Verpfändung wurde 1760 erfolglos angefochten. Weitere Nennungen sind 1541 Niendorfff bei Apenborg, 1687 Niendorff und 1804 Neuendorf bei Apenburg.
1840 war der Ort ein Pfarrdorf mit 13 Ackerhöfen. Dort lebten 5 Halbspänner, 4 Grundsitzer, 7 Einlieger. Es gab einen Krug, eine evangelische Pfarrkirche mit einem Prediger, ein Küster- und Schulhaus mit einem Lehrer sowie 34 Wohnhäuser.

### Erste Erwähnung 1375
Der Historiker Peter P. Rohrlach schreibt, dass die von Wilhelm Zahn hierher gestellte Eintragung im Landbuch der Mark Brandenburg Nyendorf magna, Niendorf im Wendland betrifft.

### Herkunft des Ortsnamens
Neuendorf steht für ein neues Dorf.

### Landwirtschaft
Der Bau einer Kleinbahnstrecke von Klötze nach Faulenhorst, auf der der Ökonom C. A. Damke am 24. August 1897 den ersten Zug begrüßte, war von größter wirtschaftlicher Bedeutung für den Ort. Dadurch entwickelte sich die Landwirtschaft mit dem Zuckerrübenanbau und der Molkerei entscheidend weiter.
Bei der Bodenreform wurden 1945 ermittelt: 36 Besitzungen unter 100 Hektar mit zusammen 631 Hektar, die Kirche hatte 48 Hektar und die Gemeinde 5 Hektar. Im Jahre 1953 entstand die erste Landwirtschaftliche Produktionsgenossenschaft vom Typ III, die LPG „Fortschritt“, ein Jahr später folgte die LPG, Typ III „Heimat“ in Neuendorf-Lockstedt.

### Eingemeindungen
Bis 1807 gehörte das Dorf zum Salzwedelischen Kreis der Mark Brandenburg in der Altmark. Danach lag es ab 1807 im Kanton Klötze und ab 1808 bis 1813 im Kanton Zichtau auf dem Territorium des napoleonischen Königreichs Westphalen. Ab 1816 gehörte die Gemeinde zum Kreis Salzwedel, dem späteren Landkreis Salzwedel.
Am 15. Juni 1950 wurde die Gemeinde Neuendorf in den Landkreis Gardelegen umgegliedert. Kurz danach, am 20. Juli 1950, wurde die bis dahin eigenständige Gemeinde Lockstedt nach Neuendorf als Ortsteil eingegliedert. Am 25. Juli 1952 wurde Neuendorf in den Kreis Klötze umgegliedert. Mit seiner Auflösung am 1. Juli 1994 kam Neuendorf zum Altmarkkreis Salzwedel. Kurz zuvor, am 14. April 1994, war die Gemeinde Hohenhenningen mit ihrem Ortsteil Siedentramm aus dem Kreis Klötze nach Neuendorf eingemeindet worden.
Durch einen Gebietsänderungsvertrag beschloss der Gemeinderat der Gemeinde Neuendorf am 12. Januar 2009, dass die Gemeinde Neuendorf in die Stadt Klötze eingemeindet wird. Dieser Vertrag wurde vom Landkreis als unterer Kommunalaufsichtsbehörde genehmigt und trat am 1. Januar 2010 in Kraft.
Nach Eingemeindung der bisher selbstständigen Gemeinde Neuendorf wurden Lockstedt, Hohenhenningen, Neuendorf und Siedentramm Ortsteile der Stadt Klötze. Für die eingemeindete Gemeinde wurde die Ortschaftsverfassung nach den §§ 86 ff. Gemeindeordnung Sachsen-Anhalt eingeführt. Für die Ortsteile Lockstedt, Hohenhenningen, Neuendorf und Siedentramm wurde die Ortschaftsverfassung eingeführt und ein Ortschaftsrat mit fünf Mitgliedern einschließlich Ortsbürgermeister gebildet.

### Einwohnerentwicklung

#### Gemeinde
| Jahr | Einwohner |
| ---- | --------- |
| 1734 | 110       |
| 1774 | 119       |
| 1789 | 102       |
| 1798 | 136       |
| 1801 | 134       |
| 1818 | 140       |
| 1840 | 163       |
| 1864 | 232       |
| 1871 | 220       |
| 1885 | 208       |

| Jahr | Einwohner |
| ---- | --------- |
| 1892 | [0]219    |
| 1895 | 234       |
| 1900 | [0]243    |
| 1905 | 310       |
| 1910 | [0]319    |
| 1925 | 324       |
| 1939 | 257       |
| 1946 | 464       |
| 1964 | 498       |
| 1971 | 505       |

| Jahr | Einwohner |
| ---- | --------- |
| 1981 | 443       |
| 1990 | [00]379   |
| 1993 | 387       |
| 1995 | [00]603   |
| 2000 | [00]623   |
| 2006 | [00]609   |
| 2007 | [00]613   |
| 2008 | [00]602   |
| 2009 | [00]578   |

Quelle, wenn nicht angegeben, bis 1993:

#### Ortsteil
| Jahr | Einwohner |
| ---- | --------- |
| 2017 | 156       |
| 2018 | [00]157   |
| 2020 | [00]147   |
| 2021 | [00]145   |
| 2022 | [0]144    |
| 2023 | [0]147    |

## Religion
Die evangelischen Christen der Kirchengemeinde Neuendorf gehörten früher zur Pfarrei Neuendorf bei Klötze und gehören heute zum Pfarrbereich Klötze im Kirchenkreis Salzwedel im Bischofssprengel Magdeburg der Evangelischen Kirche in Mitteldeutschland.
Die ältesten überlieferten Kirchenbücher für Neuendorf stammen aus dem Jahre 1643.

## Politik

### Ortsbürgermeisterin
Seit 2019 ist Daniela Beckmann die Ortsbürgermeisterin der Ortschaft Neuendorf.
Von 1990 bis 2010 war Karl-Heinz Heptner Bürgermeister der Gemeinde Neuendorf. 2010 bis 2019 war Domenica Borm Ortsbürgermeisterin.

### Ortschaftsrat
Bei der Ortschaftsratswahl am 9. Juni 2024 gewann die Wählergruppe Purnitzgrund alle 5 Sitze.
Gewählt wurden wie im Jahre 2019 eine Frau und vier Männer. Die Wahlbeteiligung lag bei 71,24 Prozent.

### Wappen
Das Wappen wurde am 13. Juni 2002 durch das Regierungspräsidium Magdeburg genehmigt.
Blasonierung: „In Blau vier goldene fächerartig gestellte schwebende Ähren über einem sechsmal wellenförmig von Silber und Blau geteilten Wellenschildfuß.“
Die Farben von Neuendorf sind Gold (Gelb) - Blau.
Das Wappen symbolisiert die Heimatverbundenheit, Tradition und Zusammengehörigkeit ihrer Bürger sowie der einzelnen ehemaligen Ortsteile. Diese werden durch die vier Getreideähren versinnbildlicht, die Purnitz wird durch den Wellenschildfuß symbolisiert und das Gesamtbild des Wappens zeugt vom ländlichen Raum, in dem sich Neuendorf befindet.

## Kultur und Sehenswürdigkeiten
- Die evangelische Dorfkirche Neuendorf ist ein im Kern spätgotischer Feldsteinsaal mit barockem Fachwerkdachreiter über dem Westteil mit einer Fachwerkvorhalle aus dem Jahre 1677 vor dem nördlichen Schiffsportal.[1]

### Verkehr
Der Ort ist von Magdeburg aus auf der Bundesstraße 71 zu erreichen.
Bis zur Stilllegung der Bahnstrecke im Jahr 1970 war Neuendorf in das einst über 100 Kilometer umfassende Eisenbahnnetz der Altmärkischen Kleinbahn eingebunden.